# ووهیپوسا
ووهیپوسا (به لاتین: Vohiposa) یک منطقهٔ مسکونی در ماداگاسکار است که در ناحیه آمبوهیماهاسوآ واقع شده‌است. ووهیپوسا ۱۱۱ کیلومتر مربع مساحت و ۱۶٬۰۰۰ نفر جمعیت دارد و ۱٬۲۵۰ متر بالاتر از سطح دریا واقع شده‌است.